# Cloruro de hexamminecobalto(III)
El cloruro de hexaminecobalto(III) es un compuesto químico de fórmula [Co(NH3)6]Cl3. Es la sal de cloruro del complejo de coordinación [Co(NH3)6]3+, que se considera un "complejo de Werner" arquetípico, llamado así por el pionero de la química de coordinación, Alfred Werner. El propio catión es un complejo metálico amínico con seis ligandos de amoníaco unidos al ion cobalto(III).
Originalmente, las sales de [Co(NH3)6]Cl3 se describían como el complejo luteo (latín: amarillo) del cobalto. Este nombre se ha descartado, ya que la química moderna considera que el color es menos importante que la estructura molecular. Otros complejos similares también tenían nombres de color, como purpureo (latín: púrpura) para un complejo pentamínico de cobalto, y praseo (griego: verde) y violeo (latín: violeta) para dos complejos tetramínicos isoméricos.

## Propiedades y estructura
El [Co(NH3)6]Cl3  es diamagnético, con un centro octaédrico de Co(III) 3d6 de bajo espín. El catión obedece la regla de los 18 electrones y se considera un ejemplo clásico de complejo metálico inerte de intercambio. Como manifestación de su inercia, [Co(NH3)6]Cl3 puede recristalizarse sin cambios a partir de ácido clorhídrico concentrado: el NH3 está tan fuertemente unido a los centros de Co(III) que no se disocia para permitir su protonación. Por el contrario, los complejos metálicos amínicos lábiles, como [Ni(NH3)6]Cl2, reaccionan rápidamente con los ácidos, lo que refleja la labilidad de los enlaces Ni(II)-NH3. Al calentarse, el hexamínecobalto(III) empieza a perder algunos de sus ligandos amínicos, produciendo finalmente un oxidante más fuerte.
Los iones cloruro en [Co(NH3)6]Cl3 pueden intercambiarse con una variedad de otros aniones como nitrato, bromuro, yoduro, sulfamato para producir el derivado [Co(NH3)6]X3  correspondiente. Estas sales son de color naranja o amarillo brillante y presentan diversos grados de solubilidad en agua. El ion cloruro también puede intercambiarse con aniones más complejos, como el hexatiocianatocromato(III), que da lugar a un compuesto rosa de fórmula [Co(NH3)6][Cr(SCN)6], o el ion ferricianuro. 

## Preparación
El [Co(NH3)6]Cl3 se prepara tratando el cloruro de cobalto(II) con amoniaco y cloruro de amonio, seguido de oxidación. Los oxidantes incluyen peróxido de hidrógeno u oxígeno en presencia de catalizador de carbón vegetal. Esta sal parece haber sido descrita por primera vez por Fremy.
La sal de acetato puede prepararse por oxidación aeróbica de acetato de cobalto(II), acetato de amonio y amoníaco en metanol. La sal de acetato es altamente soluble en agua hasta el nivel de 1,9 M (20 °C), frente a 0,26 M para el tricloruro.

## Usos
El [Co(NH3)6]3+ es un componente de algunos métodos de biología estructural (especialmente para el ADN o el ARN, donde los iones positivos estabilizan la estructura terciaria de la espina dorsal del fosfato), para ayudar a resolver sus estructuras por cristalografía de rayos X o por resonancia magnética nuclear. En el sistema biológico, los contraiones serían más probablemente Mg2+, pero los átomos pesados de cobalto (o a veces iridio, como en PDB: 2GIS) proporcionan una dispersión anómala para resolver el problema de fase y producir un mapa de densidad electrónica de la estructura.
El [Co(NH3)6]3+ es un ejemplo inusual de complejo metálico trivalente soluble en agua y resulta útil para aplicaciones de apantallamiento de carga, como la estabilización de complejos con carga muy negativa, como las interacciones con y entre ácidos nucleicos. El compuesto indujo la transición de la estructura del ADN de la forma B clásica a la forma Z.